# Orxan Səfərov
Orxan Səfərov, Orkhan Safarov (ur. 10 sierpnia 1991) – azerski judoka startujący w kategorii do 60 kg.
Największym sukcesem zawodnika jest brązowy medal mistrzostw świata z Rio de Janeiro (2013). W 2012 zdobył brąz na młodzieżowych mistrzostwach Europy. Złoty medalista mistrzostw Azerbejdżanu.